# Miljöpartiet
Miljöpartiet de gröna (MP), vanligen Miljöpartiet, är ett politiskt parti i Sverige, bildat 1981. Partiet växte fram främst ur miljörörelsen och fredsrörelsen och var ursprungligen en reaktion mot kärnkraftsomröstningen, blockpolitik och vad man uppfattade som bristande deltagardemokrati och jämställdhet i andra partier. Dess tillkomst inspirerades av andra gröna partier som det tyska Die Grünen som anammar den gröna ideologin. På partiets valsedlar anges partibeteckningen Miljöpartiet de gröna.
Miljöpartiet har en kvinnlig och en manlig partiledare, benämnda språkrör, vilka är Amanda Lind sedan april 2024 och Daniel Helldén sedan november 2023. Partiet är det näst minsta i riksdagen, med 18 mandat av 349, efter att ha fått 5,08 procent av rösterna i riksdagsvalet 2022. I Europaparlamentsvalet 2024 fick Miljöpartiet 3 mandat, efter att ha fått 13,85 procent av rösterna. I parlamentet är Miljöpartiet en del av Gruppen De gröna/Europeiska fria alliansen (G/EFA). Partiet är medlem av det Europeiska gröna partiet. Miljöpartiet har sitt starkaste stöd i storstadsregionerna Stockholms och Göteborgs kommuners riksdagsvalkretsar, bland högutbildade väljare samt bland unga kvinnor.
I den nationella svenska blockpolitiken brukar Miljöpartiet på senare år räknas till det rödgröna blocket eller som knutet till vänsterblocket, och ingick 2014–2021 i regeringen tillsammans med Socialdemokraterna. Mellan 1998 och 2006 hade Miljöpartiet ett parlamentariskt samarbete med den socialdemokratiska Regeringen Persson och Vänsterpartiet och i valrörelsen inför riksdagsvalet 2010 samarbetade partiet med Socialdemokraterna och Vänsterpartiet som De rödgröna. År 2011 gjorde partiet dock en uppgörelse om migrationsfrågor med den borgerliga Regeringen Reinfeldt.

## Ideologi
Partiet vill att politiken inte bara ska eftersträva förbättrad materiell standard hos dagens svenska befolkning, utan också ta hänsyn till natur, djur, kommande generationer och hela världens befolkning. Därför är hållbar utveckling, miljö och klimat partiets viktigaste frågor. Andra viktiga frågor för partiet är migrationspolitik, fred och jämställdhet. Miljöpartiet formulerar sin politik utifrån vad man kallar en trefaldig solidaritet med det ekologiska kretsloppet, kommande generationer och världens alla människor. Partiet förespråkar en kretsloppsekonomi där människor återvinner material, lever av förnybara resurser och inte tär på sin omgivning, något man anser att ständig traditionell ekonomisk tillväxt gör. Partiet vill sätta livskvalitet istället för materiell tillväxt som ledstjärna för utvecklingen, men har på senare år beskrivit teknisk utveckling och god ekonomi som nödvändigt för att möjliggöra grön ekonomi; en uppfattning som betecknas ekomodernism.
Partiet betonar vikten av deltagardemokrati och profilerar sig främst inom områden som miljö och energi men ofta även i frågor som asylrätt och djurskydd. 2014 började man även att profilera sig inom skolan, vilket man också gjorde till en huvudfråga. Miljöpartiet var pådrivande i friskolereformen men sedan partikongressen 2013 säger Miljöpartiet nej till vinster i välfärden.
Partiprogrammet börjar: "Miljöpartiet de gröna är en del av en världsomspännande grön politisk rörelse. Tillsammans kämpar vi för långsiktigt hållbara, demokratiska samhällen, där människor tar ansvar, både lokalt och globalt. Vår vision är samhällen som lever i fredlig samexistens, verkar i jämlikt samarbete och där människor, djur och natur respekteras."

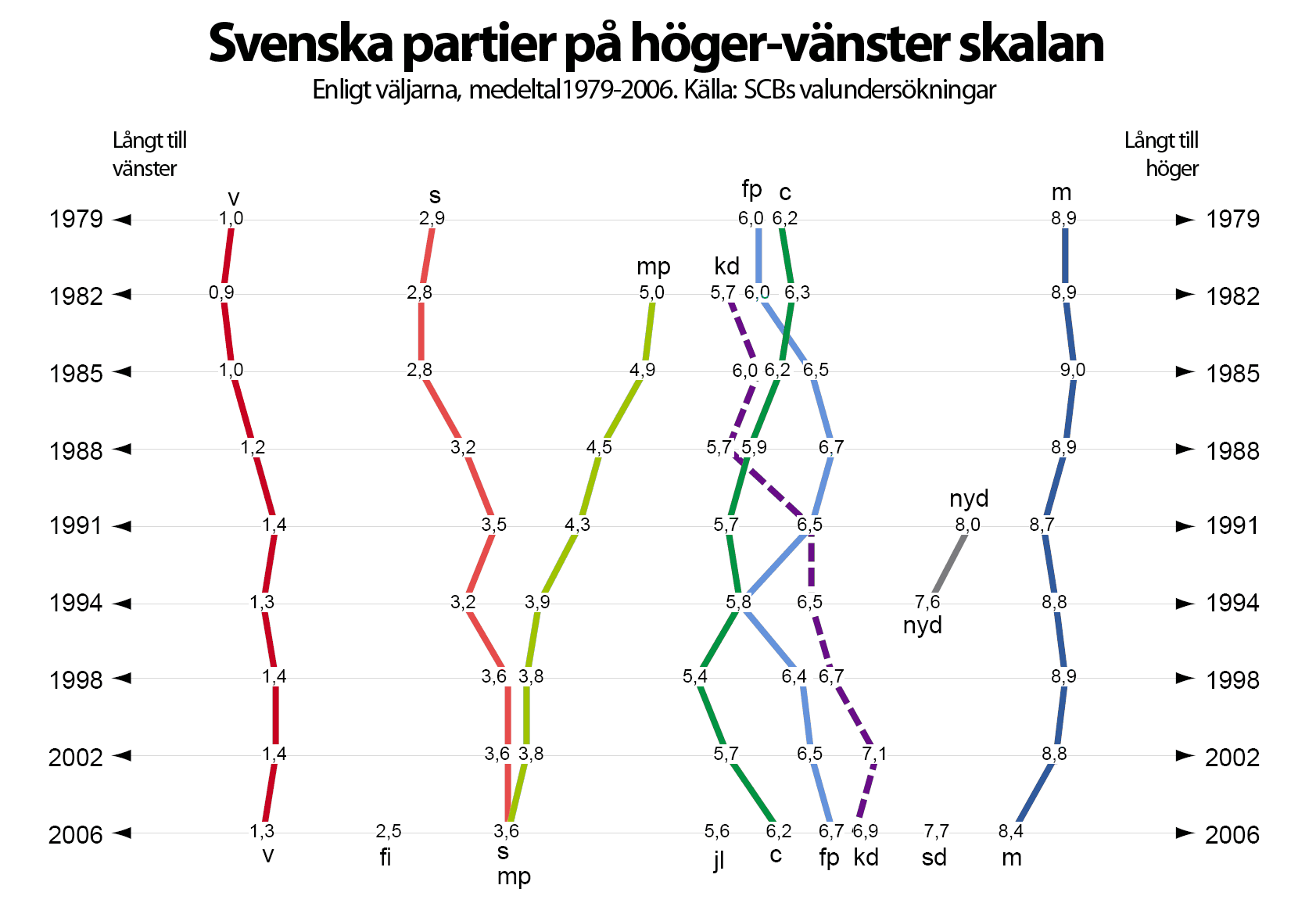
Sveriges politiska partier på den generella höger-vänster-skalan enligt väljarna, 1979-2006.

De senaste årens allianser på riksplanet med Socialdemokraterna och Vänsterpartiet har gjort att partiet har setts som ett parti tillhörande riksdagens vänsterblock. Samverkan har dock alltid av de ingående parterna beskrivits som röd-grönt.
På den ideologiska GAL–TAN-skalan ger en forskargrupp Miljöpartiet en ytterlighetsplacering som mer grönt, alternativt och libertarianskt (för individens självständighet och valfrihet) och mindre traditionellt, auktoritärt och nationalistiskt, än övriga riksdagspartier, nästan lika långt ut som Feministiskt initiativ och Piratpartiet, strax bortom Vänsterpartiet och Centerpartiet år 2014. Forskarna gav Miljöpartiet en center-vänsterposition, omedelbart till höger om Socialdemokraterna på den ekonomiska vänster–höger-skalan, och omedelbart till vänster om Socialdemokraterna på den traditionella vänster–höger-skalan. Även enligt väljarna hade Miljöpartiet en placering strax till höger om Socialdemokraterna 2014, men låg betydligt närmare det borgerliga blocket på 1980-talet.

## Politiskt program
På sin hemsida (2018) lyfter Miljöpartiet fram fyra områden som särskilt viktiga. För det första miljöpolitiken, där Miljöpartiet vill skydda skogar, hav och den biologiska mångfalden. Men även att Miljöpartiet vill satsa på ekologisk mat, förnybar energi, hållbara transporter och grön ekonomi. För det andra klimatpolitiken, där Miljöpartiet vill att Sverige ökar takten för att bli fossilfritt. För det tredje skola och utbildning, där Miljöpartiet vill satsa på tidiga insatser, bättre villkor och högre lön för lärarna samt ökad jämlikhet mellan och i skolorna. Och för det fjärde migration och lika rätt, där Miljöpartiet framhåller sin vision om en värld utan gränser "där alla kan flytta, men ingen tvingas fly".

## Historia

### Bildandet (1981)
Initiativet till att bilda ett nytt parti kom till stor del från Per Gahrton, tidigare riksdagsman för Folkpartiet (nu Liberalerna) och ordförande i Folkpartiets Ungdomsförbund, FPU (nu Liberala ungdomsförbundet). År 1980 gav Gahrton ut boken Det behövs ett framtidsparti och vid ungefär samma tid bildades Aktionsgruppen för ett framtids- och miljöparti. Riksdagspartiernas sätt att hantera folkomröstningen om kärnkraften 1980 spelade också stor roll.
Miljöpartiet bildades 1981 i Karolinska Läroverkets aula i Örebro och ville då placera sig utanför vänster-högerskalan och ansåg sig varken tillhöra det borgerliga eller socialistiska blocket. Miljöpartiet hade även en bakgrund från lokala partier med grön profil som fanns innan Per Gahrton tog sitt initiativ, främst Stockholmspartiet som hade en vågmästarroll mellan blocken i Stockholms kommunfullmäktige. Många aktiva vid partiets bildande 1981 hade tidigare engagerat sig i olika miljögrupper (miljörörelsen), fredsgrupper (fredsrörelsen), hyresgästföreningar, djurrättsorganisationer, m.m.

### Småparti utanför riksdagen (1982–1988)
Partiet deltog för första gången i riksdagsvalet 1982, och fick då 1,7 procent av rösterna och kom således inte in i riksdagen. På denna tid hade man inte några fasta partiledare utan partiet företräddes utåt av den som för tillfället var sammankallande i partiets politiska utskott. Första partiledare i denna mening var Eva Sahlin (nu gift Bovin) från Hudiksvall. I valrörelsen 1982 företräddes partiet av Ragnhild Pohanka. Någon partistyrelse fanns inte förrän 1992. På förtroenderådets möte hösten 1984 inrättades systemet med två språkrör – en man och en kvinna (Per Gahrton och Ragnhild Pohanka). På extrakongressen i januari 1985 ändrades partinamnet till Miljöpartiet de gröna efter inspiration från andra gröna partier i Europa. I samband med extrakongressen lämnade också en del medlemmar som förespråkade räntefri, så kallad ekologisk ekonomi Miljöpartiet och bildade Ekologiska partiet. Inte heller 1985 lyckades man ta sig in i riksdagen.

### Riksdagsparti (1988-1991)
Miljöpartiet kom däremot in i riksdagen i 1988 års val – vilket sägs vara på grund av debatter om säldöd och algblomning. Partiet fick då 5,5 procent, vilket resulterade i 20 riksdagsledamöter. Det var första gången på 70 år som ett nytt parti tog sig in i den svenska riksdagen under eget namn utan valsamverkan.

### Utanför riksdagen (1991-1994)
1991 fick Miljöpartiet 3,4 procent och hamnade utanför riksdagen. De blev därmed också det första partiet på 70 år som åkte ur riksdagen. 

### Riksdagsparti i opposition (1994-2014)
Inför valet 1994 gjordes en större valkampanj och därmed kom Miljöpartiet åter in i riksdagen med 5,0 procent. År 1995, i det första Europaparlamentsvalet, fick partiet 17,2 procent.
I 1998 års riksdagsval backade partiet med 0,5 procentenheter (till 4,5 procent) men vann politiskt inflytande när den socialdemokratiska minoritetsregeringen inledde ett budgetsamarbete med Miljöpartiet och Vänsterpartiet. Som stödparti till regeringen Persson 1998–2002 kunde partiet infria 12 av valmanifestets 32 explicita löften, bland annat grön skatteväxling. Socialdemokratiska stödröster bidrog sannolikt till att partiet höll sig kvar i riksdagen år 2002 med 4,65 procent av rösterna. De tre rödgröna partierna fortsatte sitt budgetsamarbete fram till 2006, då den borgerliga Alliansen vann valet och Miljöpartiet gick i opposition.
Miljöpartiet har flera gånger fått avsevärt fler röster i EU-valen än riksdagsvalen. Kravet på att lämna Europeiska unionen var länge en profilfråga för partiet, men avskaffades hösten 2008 efter en medlemsomröstning. I folkomröstningen om införande av euron i Sverige 2003 stödde Miljöpartiet den vinnande nej-sidan.
Miljöpartiet har med åren alltmer närmat sig Socialdemokraterna och räknas nu till det rödgröna blocket på riksnivå. Inför riksdagsvalet 2010 skapade de rödgröna partierna ett samarbete med sikte på en gemensam regering. Valet blev en motgång för de rödgröna totalt sett, men Miljöpartiet gjorde sitt dittills bästa val med 7,3 procent av rösterna. Efter valet gick Miljöpartiet in i en migrationsuppgörelse med alliansregeringen.
I Europaparlamentsvalet 2014 gjorde Miljöpartiet ett av sina bästa val när man fick 15,4 procent av rösterna och blev näst största parti. 

### Regeringsparti (2014–2021)
I riksdagsvalet samma år backade partiet något jämfört med 2010 och fick 6,9 procent. Trots tillbakagången blev partiet för första gången en del av regeringen när en koalitionsregering mellan Socialdemokraterna och Miljöpartiet bildades, regeringen Löfven I. 
I regeringsställning 2014 till 2019 fick partiet igenom en fördubblad budget för klimat och miljö. Man fick även igenom stängning av kärnkraftsreaktorer, stopp för försäljning av utsläppsrätter till andra länder, ny klimatlag, ny kemikalielagstiftning, flygskatt höjd energiskatt på drivmedel, och höjda utsläppsavgifter. Miljöpartiet hade en pådrivande roll i att samförståndsavtalet med Saudiarabien bröts. Man fick också igenom att höghastighetsjärnväg i Sverige skulle tidigareläggas till 2045, med flera järnvägssatsningar.
Sverige mottog under mandatperioden ett rekordstort antal flyktingar, och valmanifestets löfte om att aldrig göra det svårare för människor att fly till Sverige kunde inte hållas under hösten 2015, då regeringen gjorde förändringar i asylpolitiken i restriktiv riktning. Partiet övervägde inför beslutet att lämna regeringen men kom fram till att man genom att stanna undvek en ännu hårdare flyktingpolitik. Miljöpartiet lyckades senare delvis driva igenom sitt förslag om förlängt uppehållstillstånd för ensamkommande flyktingbarn som väntat länge på Migrationsverkets negativa beslut, genom den så kallade gymnasielagen 2018.
Partiet skadades under mandatperioden 2014 till 2019 av en förtroendekris efter att flera vallöften inte kunnat infrias. Det handlade bland annat om löften om generös migrationspolitik, Förbifart Stockholm, Vattenfalls kolkraft i Tyskland, arbetstidsförkortning samt nedläggning av Bromma flygplats. 67 procent av valmanifestets 231 löften bedömdes i augusti 2018 vara helt eller delvis uppfyllda. Miljöpartiet gav också stöd till värdlandsavtalet med Nato, trots att partiprogrammet föreskriver alliansfrihet, demilitariserade zoner och förhindrande av Natoövningar på svensk mark. Partiets opinionssiffror sjönk och i riksdagsvalet 2018 fick man 4,4 procent av rösterna.
Efter valet 2018 följde utdragna regeringsförhandlingar, vilka slutade med att Socialdemokraterna och Miljöpartet fortsatte att regera, efter att ha ingått överenskommelsen januariavtalet med Centerpartiet och Liberalerna. Mellan 2019 och 2021 satt Miljöpartiet därför i regeringarna Löfven II och III. Uppfyllnaden av vallöften var lägre under perioden 2018-2022 än under föregående mandatperiod — av 43 klimatpolitiska vallöften i partiets valmanifest har 53 procent uppskattats vara helt eller delvis uppfyllda genom propositioner, och 30 procent av dessa möttes av avslag.

### Opposition (2021-)
Vid statsministeromröstningen 24 november 2021, efter att Stefan Löfven avgått som statsminister, röstades en ny tvåpartiregering med Socialdemokraterna och Miljöpartiet fram. Samma dag valde Miljöpartiet dock att ställa sig utanför regeringen. Orsaken var att högeroppositionens budget samma dag hade bifallits i riksdagen.

## Organisation

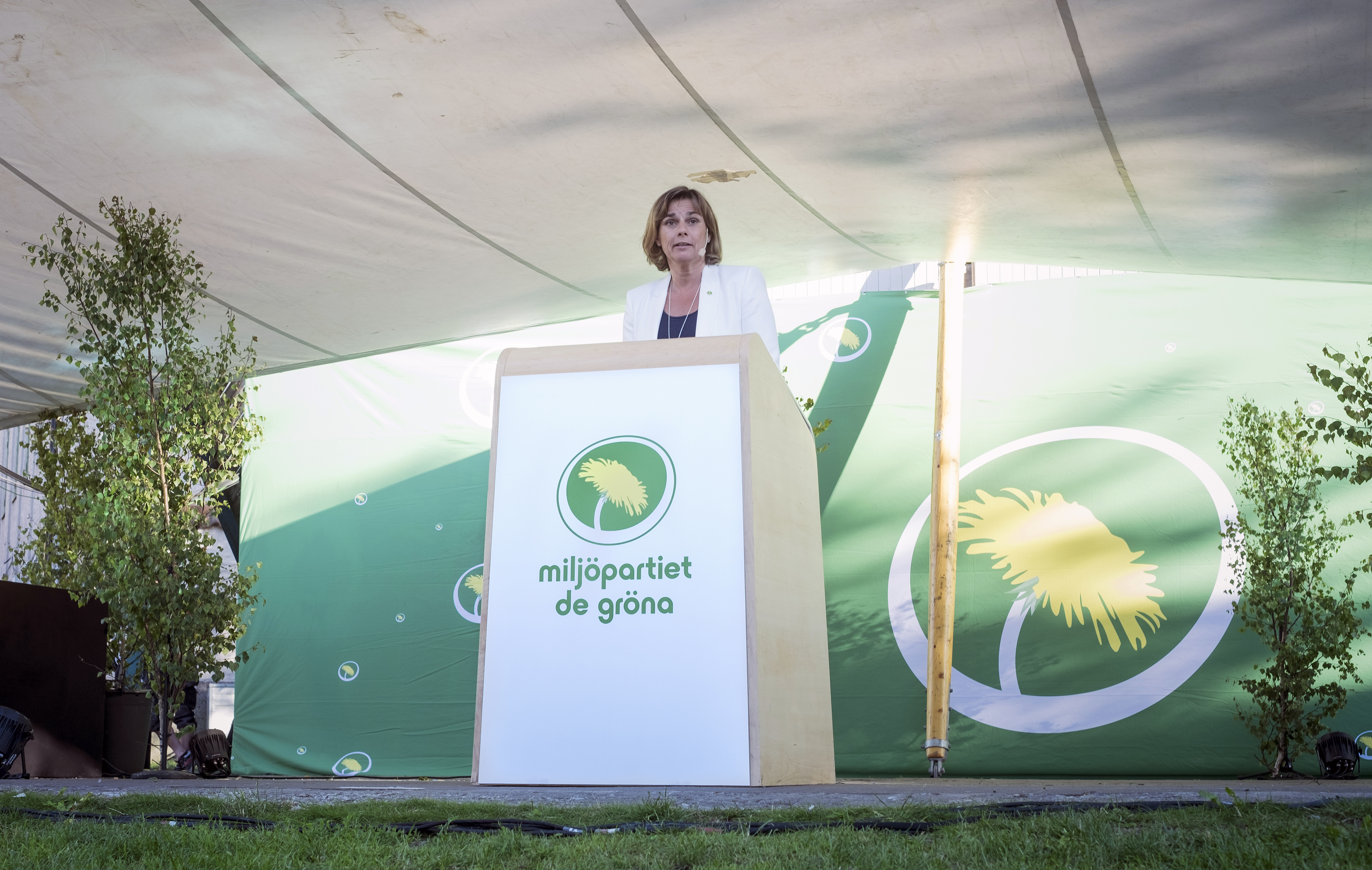
Miljöpartiets maskros framför och bakom språkröret Isabella Lövin, 2011.

### Partisymbol
Miljöpartiets partisymbol är gul maskros på en grön bakgrund.

### Medlemmar
Miljöpartiet tillämpar en rotationsprincip som innebär att ingen bör sitta på ett externt uppdrag längre än tre mandatperioder i en följd, internt tillämpas ofta en nioårsregel.
| Medlemsutveckling i Miljöpartiet de gröna 1987–2022 | Medlemsutveckling i Miljöpartiet de gröna 1987–2022 | Medlemsutveckling i Miljöpartiet de gröna 1987–2022 | Medlemsutveckling i Miljöpartiet de gröna 1987–2022 | Medlemsutveckling i Miljöpartiet de gröna 1987–2022 |
| --------------------------------------------------- | --------------------------------------------------- | --------------------------------------------------- | --------------------------------------------------- | --------------------------------------------------- |
|                                                     |                                                     |                                                     |                                                     |                                                     |
| År                                                  |                                                     |                                                     | Medlemmar                                           |                                                     |
| 1987                                                | 1987                                                |                                                     | 5 500                                               | 5 500                                               |
| 1988                                                | 1988                                                |                                                     | 8 500                                               | 8 500                                               |
| 1989                                                | 1989                                                |                                                     | 8 000                                               | 8 000                                               |
| 1990                                                | 1990                                                |                                                     | 7 600                                               | 7 600                                               |
| 1991                                                | 1991                                                |                                                     | 6 900                                               | 6 900                                               |
| 1992                                                | 1992                                                |                                                     | 6 400                                               | 6 400                                               |
| 1993                                                | 1993                                                |                                                     | 5 300                                               | 5 300                                               |
| 1994                                                | 1994                                                |                                                     | 6 500                                               | 6 500                                               |
| 1995                                                | 1995                                                |                                                     | 5 600                                               | 5 600                                               |
| 1996                                                | 1996                                                |                                                     | 6 950                                               | 6 950                                               |
| 1997                                                | 1997                                                |                                                     | 7 500                                               | 7 500                                               |
| 1998                                                | 1998                                                |                                                     | 7 900                                               | 7 900                                               |
| 1999                                                | 1999                                                |                                                     | 7 285                                               | 7 285                                               |
| 2000                                                | 2000                                                |                                                     | 6 918                                               | 6 918                                               |
| 2001                                                | 2001                                                |                                                     | 6 701                                               | 6 701                                               |
| 2002                                                | 2002                                                |                                                     | 8 011                                               | 8 011                                               |
| 2003                                                | 2003                                                |                                                     | 7 483                                               | 7 483                                               |
| 2004                                                | 2004                                                |                                                     | 7 178                                               | 7 178                                               |
| 2005                                                | 2005                                                |                                                     | 7 249                                               | 7 249                                               |
| 2006                                                | 2006                                                |                                                     | 9 543                                               | 9 543                                               |
| 2007                                                | 2007                                                |                                                     | 9 045                                               | 9 045                                               |
| 2008                                                | 2008                                                |                                                     | 9 111                                               | 9 111                                               |
| 2009                                                | 2009                                                |                                                     | 10 635                                              | 10 635                                              |
| 2010                                                | 2010                                                |                                                     | 15 544                                              | 15 544                                              |
| 2011                                                | 2011                                                |                                                     | 14 648                                              | 14 648                                              |
| 2012                                                | 2012                                                |                                                     | 13 354                                              | 13 354                                              |
| 2013                                                | 2013                                                |                                                     | 13 760                                              | 13 760                                              |
| 2014                                                | 2014                                                |                                                     | 20 214                                              | 20 214                                              |
| 2015                                                | 2015                                                |                                                     | 16 735                                              | 16 735                                              |
| 2016                                                | 2016                                                |                                                     | 13 689                                              | 13 689                                              |
| 2017                                                | 2017                                                |                                                     | 10 719                                              | 10 719                                              |
| 2018                                                | 2018                                                |                                                     | 12 418                                              | 12 418                                              |
| 2019                                                | 2019                                                |                                                     | 10 588                                              | 10 588                                              |
| 2020                                                | 2020                                                |                                                     | 9 530                                               | 9 530                                               |
| 2021                                                | 2021                                                |                                                     | 10 073                                              | 10 073                                              |
| 2022                                                | 2022                                                |                                                     | 14 778                                              | 14 778                                              |

### Språkrör
| De två nuvarande språkrören (2024), Amanda Lind och Daniel Helldén. |  | De två nuvarande språkrören (2024), Amanda Lind och Daniel Helldén. |
| De två nuvarande språkrören (2024), Amanda Lind och Daniel Helldén. |  |                                                                     |

Partiets nuvarande språkrör (2024) är Daniel Helldén och Amanda Lind. 
Partiet har valt att i stället för partiledare ha två språkrör, ett manligt och ett kvinnligt, dels av jämställdhetsskäl och dels för att partiet förespråkar kortare arbetstider då två språkrör kan dela på arbetet. Enligt partiets stadgar får språkrören inte inneha den posten mer än tio år i rad. Vid kongressen 2009 röstade man igenom att språkrör ska kunna bli statsråd.
Bland partiets tidigare språkrör märks Per Gahrton, Ragnhild Pohanka (lämnade partiet 2012), Eva Goës, Birger Schlaug, Marianne Samuelsson, Maria Wetterstrand, Gustav Fridolin och Isabella Lövin.
| Åren      | Kvinna                                             | Man                                                |
| --------- | -------------------------------------------------- | -------------------------------------------------- |
| 1981–1984 | Alternerande sammankallande i politiska utskottet. | Alternerande sammankallande i politiska utskottet. |
| 1984–1985 | Ragnhild Pohanka                                   | Per Gahrton                                        |
| 1985–1986 | Ragnhild Pohanka                                   | Birger Schlaug                                     |
| 1986–1988 | Eva Goës                                           | Birger Schlaug                                     |
| 1988–1990 | Fiona Björling                                     | Anders Nordin                                      |
| 1990–1991 | Margareta Gisselberg                               | Jan Axelsson                                       |
| 1991–1992 | Vakant                                             | Jan Axelsson                                       |
| 1992–1999 | Marianne Samuelsson                                | Birger Schlaug                                     |
| 1999–2000 | Lotta Nilsson Hedström                             | Birger Schlaug                                     |
| 2000–2002 | Lotta Nilsson Hedström                             | Matz Hammarström                                   |
| 2002–2011 | Maria Wetterstrand                                 | Peter Eriksson                                     |
| 2011–2016 | Åsa Romson                                         | Gustav Fridolin                                    |
| 2016–2019 | Isabella Lövin                                     | Gustav Fridolin                                    |
| 2019–2021 | Isabella Lövin                                     | Per Bolund                                         |
| 2021–2023 | Märta Stenevi                                      | Per Bolund                                         |
| 2023–2024 | Märta Stenevi                                      | Daniel Helldén                                     |
| 2024–     | Amanda Lind                                        | Daniel Helldén                                     |

#### Grafisk tidsaxel
Ett av partiets två första språkrör, Ragnhild Pohanka, lämnade så småningom Miljöpartiet och gick istället med i Vänsterpartiet.

### Partisekreterare
- 1985–1999 Kjell Dahlström
- 1999–2007 Håkan Wåhlstedt
- 2007–2011 Agneta Börjesson
- 2011–2016 Anders Wallner
- 2016–2019 Amanda Lind
- 2019 Marléne Tamlin (t.f.)
- 2019–2021 Märta Stenevi
- 2021  Linus Lakso (t.f.)
- 2021– Katrin Wissing

### Partistyrelse
Partistyrelsen är Miljöpartiets högsta beslutande organ mellan kongresserna. Medlemmar i partistyrelsen i Miljöpartiet (2023–2025) är:
| - Ajda Asgari - Anton Nordqvist - Daniel Helldén - Hanna Klingborg (nyval) | - Janine Alm Ericson - Knapp Britta Thyr (nyval) - Linus Lakso - Marcus Friberg | - Margareta Fransson - Martin Marmgren - Max Troendlé - Magnus P. Wåhlin | - Märta Stenevi, efterträdd av Amanda Lind 2024 - Pär Holmgren - Torbjörn Nilsson |

Medlemmar i partistyrelsen i Miljöpartiet (2021–2023) var:
| - Leila Ali Elmi - Ajda Asgari - Alice Bah Kuhnke - Per Bolund - Tomas Eriksson | - Elisabeth Falkhaven - Margareta Fransson - Marcus Friberg - Emmali Jansson - Rasmus Ling | - Linus Lakso - Torbjörn Nilsson - Anton Nordqvist - Märta Stenevi - Max Troendlé | - Brita Wessinger - Magnus P. Wåhlin |

Medlemmar i partistyrelsen i Miljöpartiet (2019–2021) var:
| - Alice Bah Kuhnke - Brita Wessinger - Emmali Jansson - Henrik Ölvebo - Jakop Dalunde | - Isabella Lövin - Janine Alm Ericson - Jenny Lundström - Karin Thomasson | - Linus Lakso - Magnus P Wåhlin - Manuel Cortez Azero - Marléne Tamlin | - Max Troendlé - Per Bolund - Rasmus Ling - Torbjörn Nilsson |

#### Sammankallande/Ordförande i partistyrelsen
Ordförande leder partistyrelsen i dess arbete. 
- 1995–1997 Gunvor G. Ericson
- 1997–1999 Conny Wahlström
- 1999–2002 Ulf Holm
- 2002–2003 Anita Jonsson
- 2003–2006 Ulf Holm
- 2006–2011 Magnus Johansson
- 2011–2014 Helene Öberg
- 2014–2017 Jon Karlfeldt
- 2017–2020 Marléne Tamlin
- 2020–2022 Linus Lakso
- 2022–     Marcus Friberg[65]

### Finanser
Fördelning av Miljöpartiets intäkter 2021
|  | Försäljning och lotterier (7 %) |

|  | Statligt partistöd (74 %) |

|  | Övriga intäkter (1 %) |

|  | Medlemsavgifter (4 %) |

|  | Donationer (14 %) |

Miljöpartiet får sin största intäkt från det statliga partistödet.

## Valresultat
| 1982 | 1,65 | 1,9  | 1,6  |
| 1985 | 1,50 | 2,0  | 2,5  |
| 1988 | 5,53 | 4,8  | 5,6  |
| 1991 | 3,38 | 3,1  | 3,6  |
| 1994 | 5,02 | 4,6  | 5,3  |
| 1998 | 4,49 | 4,4  | 4,8  |
| 2002 | 4,65 | 3,9  | 4,3  |
| 2006 | 5,24 | 4,7  | 4,9  |
| 2010 | 7,34 | 6,9  | 7,1  |
| 2014 | 6,89 | 7,21 | 7,76 |
| 2018 | 4,41 | 4,12 | 4,62 |
| 2022 | 5,08 | 3,23 | 3,82 |

| År   | Röster  | Röstandel | Förändring röstandel (procentenh.) | Mandat    | Förändring mandat | Ref    |
| ---- | ------- | --------- | ---------------------------------- | --------- | ----------------- | ------ |
| 1982 | 91 787  | 1,65 %    | 1,65                               | 0 av 349  | 0                 | [ 67 ] |
| 1985 | 83 645  | 1,50 %    | −0,15                              | 0 av 349  | 0                 | [ 67 ] |
| 1988 | 296 935 | 5,53 %    | 4,03                               | 20 av 349 | 20                | [ 67 ] |
| 1991 | 185 051 | 3,38 %    | −2,15                              | 0 av 349  | −20               | [ 67 ] |
| 1994 | 279 042 | 5,02 %    | 1,64                               | 18 av 349 | 18                | [ 67 ] |
| 1998 | 236 699 | 4,49 %    | −0,53                              | 16 av 349 | −2                | [ 67 ] |
| 2002 | 246 392 | 4,65 %    | 0,16                               | 17 av 349 | 1                 | [ 67 ] |
| 2006 | 291 121 | 5,24 %    | 0,59                               | 19 av 349 | 2                 | [ 67 ] |
| 2010 | 437 435 | 7,34 %    | 2,09                               | 25 av 349 | 6                 | [ 68 ] |
| 2014 | 429 275 | 6,89 %    | −0,45                              | 25 av 349 | 0                 | [ 69 ] |
| 2018 | 285 899 | 4,41 %    | −2,47                              | 16 av 349 | −9                | [ 70 ] |
| 2022 | 329 242 | 5,08 %    | 0,67                               | 18 av 349 | 2                 | [ 71 ] |

| - Leila Ali Elmi - Janine Alm Ericson - Emma Berginger - Mats Berglund (ersatte Per Bolund) - Camilla Hansén - Daniel Helldén | - Annika Hirvonen - Linus Lakso - Rebecka Le Moine - Amanda Lind - Katarina Luhr (ersatte Åsa Lindhagen) - Rasmus Ling | - Emma Nohrén - Jan Riise - Jacob Risberg - Märta Stenevi - Elin Söderberg - Ulrika Westerlund |

| År   | Röster  | Röstandel | Förändring röstandel (procentenh.) | Mandat  | Förändring mandat | Ref    |
| ---- | ------- | --------- | ---------------------------------- | ------- | ----------------- | ------ |
| 1995 | 462 092 | 17,22 %   | 17,22                              | 4 av 22 | 3                 | [ 77 ] |
| 1999 | 239 946 | 9,49 %    | −7,73                              | 2 av 22 | −2                | [ 77 ] |
| 2004 | 142 704 | 5,96 %    | −3,53                              | 1 av 19 | −1                | [ 77 ] |
| 2009 | 349 114 | 11,02 %   | 5,06                               | 2 av 18 | 1                 | [ 77 ] |
| 2014 | 572 591 | 15,41 %   | 4,39                               | 4 av 20 | 2                 | [ 77 ] |
| 2019 | 478 258 | 11,52 %   | −3,89                              | 2 av 20 | −2                | [ 12 ] |
| 2024 | 581 322 | 13,85 %   | 2,33                               | 3 av 21 | 0                 | [ 78 ] |

#### Europaparlamentariker
Det är infört i Miljöpartiets stadgar att ingen Europaparlamentariker får sitta längre än två mandatperioder i följd, personen får därefter inte väljas till samma uppdrag igen inom tre år. När listan till Europaparlamentsval väljs används principen varannan kvinna, varannan man, för att uppnå en jämn könsfördelning. De tre mandaten som partiet fick i EU-valet 2024 besattes av Alice Bah Kuhnke, Pär Holmgren och Isabella Lövin.
- Per Gahrton, 1995-2004
- Ulf Holm, 1995-1999
- MaLou Lindholm, 1995-1999
- Inger Schörling, 1995-2004
- Carl Schlyter, 2004-2014
- Isabella Lövin, 2009-2014, 2024-
- Peter Eriksson, 2014-2016
- Bodil Valero, 2014-2019
- Max Andersson, 2014-2019, (lämnade partiet i februari 2019 men satt kvar i parlamentet till mandatperiodens slut)[79]
- Linnéa Engström, 2014-2019 (efterträdde Isabella Lövin i oktober 2014)[80]
- Jakop Dalunde, 2016-2019, 2020-2024 (efterträdde Peter Eriksson i maj 2016, åter i parlamentet i februari 2020 efter att Sverige fick ytterligare ett mandat på grund av Brexit)[81][82]
- Alice Bah Kuhnke, 2019-
- Pär Holmgren, 2019-